# 1884 en santé et médecine
| Années de la santé et de la médecine : 1881 - 1882 - 1883 - 1884 - 1885 - 1886 - 1887    |
| Décennies de la santé et de la médecine : 1850 - 1860 - 1870 - 1880 - 1890 - 1900 - 1910 |

Cet article présente les faits marquants de l'année 1884 en santé et médecine.

## Événements
- 7 janvier : le médecin et microbiologiste allemand Robert Koch annonce dans une dépêche envoyée depuis Calcutta sa découverte du bacille du choléra[1].
- 2 février[2] : Takaki Kanehiro de la marine impériale japonaise commence une expérience avec bras témoin démontrant qu'une alimentation déficiente est la cause du béribéri, mais conclut à tort qu'une quantité suffisante de protéines à elle seule l'empêcherait[3].
- 13 juin : épidémie de choléra à Toulon et Marseille. Un premier cas atteint un marin à Toulon le 13 juin. Des individus fuyant Toulon portent le choléra à Marseille où il est signalé à l'Hôtel-Dieu le 25 juin. Un lycéen toulonnais meurt à Marseille le 27 juin. 1 793 décès sont enregistrés entre juin et octobre, puis 1 256 entre le 14 juillet et le 9 décembre 1885[4],[5].
- 17-18 septembre : l'ophtalmologue autrichien Carl Koller démontre devant le Congrès d'ophtalmologie d'Heidelberg la propriété analgésique de la cocaïne au niveau de la cornée et de la conjonctive de l’œil[6].

- Robert Koch et Friedrich Löffler formulent les postulats de Koch sur la relation de cause à effet liant un microbe et une maladie (1884-1890)[7].

- Friedrich Löffler isole le bacille de Löffler-Klebs responsable de la diphtérie et découvert l'année précédente par Edwin Klebs[8].

- Georg Theodor August Gaffky (en) isole le bacille pathogène Salmonella typhi comme cause de la fièvre typhoïde[9],[10].

## Publications
- L'ophtalmologiste Carl Koller annonce l'utilisation d'un anesthésique local (cocaïne) en chirurgie[11].
- Friedrich Schultze (en) décrit le premier le trouble qui deviendra connu sous le nom de maladie de Charcot-Marie-Tooth[12].
- Vladimir Bekhterev publie une étude sur la formation de la conception humaine de l'espace[13].

## Prix
- Médaille Copley : Carl Ludwig[14].

## Naissances
- 12 avril : Otto Fritz Meyerhof (mort en 1951), médecin germano-américain, colauréat avec Archibald Vivian Hill du prix Nobel de physiologie ou médecine de 1922.
- 2 juillet : Alfons Maria Jakob (mort en 1931), neurologue allemand.

## Décès
- 11 avril : Jean-Baptiste Dumas (né en 1800), pharmacien, chimiste et homme politique français[15].
- 12 mai :  Charles Adolphe Wurtz (né en 1817), médecin et chimiste français[16], récompensé par la médaille Copley en 1881[14].
- 13 juillet : Alexandre Grigorievitch Fischer von Waldheim (né en 1803), médecin, zoologiste et botaniste russe d'origine allemande, fils de Gotthelf Fischer von Waldheim (1771-1853) et père d'Alexandre Alexandrovitch Fischer von Waldheim[17].